# 三原色 (YOASOBIの曲)
「三原色」（さんげんしょく）は、日本の音楽ユニットYOASOBIの楽曲。2021年7月2日に各種音楽配信サービスにてリリースされた。NTTドコモ「ahamo」CMソングに使用されている。
楽曲はストリーミング累計1億回再生を達成しており、デジタル・ダウンロードでは累計20万DLを突破している。

## 概要
YOASOBIの配信作品としては、前作『もう少しだけ』に続いて10作目となる楽曲であり、 NTTドコモ「ahamo」CMソングに使用されている。なお、楽曲の原作小説は小御門優一郎の『RGB』である。2021年3月30日には、「ahamo」とのコラボレーション企画として制作されたスペシャル映像がYouTubeで公開された。ムービーでは、映像作家の松本窓とマンガ家のむつき潤がタッグを組み、歌詞に登場する主人公3人の感情の変化やそれぞれの思い出を実写とアニメーションを通じて表現している。
楽曲の配信日である2021年7月2日には、YOASOBIのデビュー曲「夜に駆ける」の英語バージョン「Into The Night」と、1st EP『THE BOOK』からシングルカットされた「アンコール」も配信された。

## 評価
音楽レビューサイト・Mikikiの天野龍太郎は、「ここ10年くらいのJ-Pop、ボカロ・カルチャー、J-Rock、そしてヒップホップがスタンダードになった時代のポップが凝縮されているかのようなすごい曲」とコメントしている。

## チャート成績
ビルボード・ジャパンによると本楽曲は、3日間のみの計測日数で初週49,769DLをマークしてダウンロード1位となり、同指標が牽引して総合チャート「JAPAN HOT 100」にて4位スタートとなった。オリコンが発表する「オリコン週間デジタルシングル（単曲）ランキング」でも同じく3日間の集計で、初週DL数5.7万DL（56,910DL）を記録し、初登場1位を獲得した。リリース2週目となる2021年7月14日公開のビルボード・ジャパンでは、ダウンロード2位 (31,031DL)、ストリーミングで順位を上げて2位 (9,903,948再生)、ラジオ1位と各要素で高順位を記録し、総合チャート「Hot 100」では前週と同じ4位を獲得した。

### 認定とセールス
|                                | 認定 (RIAJ) | 売上/再生回数      |
| ------------------------------ | ----------- | ------------------ |
| ダウンロード                   | ゴールド    | 216,000 DL         |
| ストリーミング                 | ゴールド    | 100,000,000 回再生 |
| *認定のみに基づく売上/再生回数 |             |                    |

## ミュージックビデオ
楽曲のミュージックビデオは、リリース翌日の7月3日午後8時にYouTubeにてプレミア公開された。公開に先駆けて同日正午には東京・渋谷駅前に設置されている大型ビジョンの6面を、「三原色」のMVのティザー映像でゲリラジャックするという企画も行われた。MVは、『Fate/Grand Order -絶対魔獣戦線バビロニア-』『ペルソナ5』『約束のネバーランド』等のヒットアニメ作品を手掛けたアニメ制作会社・CloverWorksが制作した。

## テレビ披露
| 日付           | 番組名                                           | 放送局       | 出典   |
| -------------- | ------------------------------------------------ | ------------ | ------ |
| 2021年12月24日 | ミュージックステーション ウルトラSUPER LIVE 2021 | テレビ朝日系 | [ 22 ] |

## RGB
「RGB」（アールジービー）は、日本の音楽ユニットYOASOBIの楽曲。配信限定シングルとして2021年7月16日に配信リリースされた。

### 解説
英語版第2弾として、2021年7月2日に配信リリースされた「三原色」の英語版として配信リリースされた楽曲である。7月16日の配信リリースに先駆けて、7月13日のニッポン放送「YOASOBIのオールナイトニッポンX」で初フルオンエアされた。